# Iron Duke (Schiff, 1871)
HMS Iron Duke war das letzte der vier in den späten 1860er-Jahren für die Royal Navy gebauten Panzerschiffe mit Zentralbatterie. Das 1871 fertiggestellte Schiff wurde kurzzeitig der Reserveflotte als Wachschiff in Irland zugeteilt, bevor es als Flaggschiff zur China-Station entsandt wurde. Die Iron Duke kehrte vier Jahre später zurück und nahm ihren Dienst als Wachschiff wieder auf. 1878 kehrte sie nochmals in den Fernen Osten zurück. 1885 wurde die Iron Duke der Kanalflotte zugeteilt und blieb dort, bis sie 1890 erneut zur Bewachung eingesetzt wurde. Ein Jahrzehnt später wurde das Schiff zu einem Kohlehulk umgebaut und blieb in dieser Funktion bis 1906, als es zum Abwracken verkauft wurde.

## Geschichte
Die Iron Duke, benannt nach dem Spitznamen von Arthur Wellesley, war das erste Schiff ihres Namens, das in der Royal Navy diente. Das Schiff wurde am 23. August 1868 in Pembroke Dock auf Kiel gelegt, am 1. März 1870 vom Stapel gelassen und am 1. Januar 1871 fertiggestellt. Die Baukosten beliefen sich auf 208.763 £. Sie war zunächst als erstes Reserveschiff in Plymouth stationiert, wurde aber im September als Flaggschiff der China-Station eingesetzt. Auf dem Weg in den Fernen Osten wurde sie zum ersten Panzerschiff, das den Suezkanal durchfuhr. Um ihren Tiefgang zu verringern, musste fast die gesamte Kohle entladen werden. Anschließend wurde sie von drei Schleppern in drei Tagen durch den Kanal gezogen. Abgelöst von ihrem Schwesterschiff, der Audacious, kehrte die Iron Duke 1875 nach Großbritannien zurück. Um Geld für die Rückfahrt zu sparen, wurden keine Schlepper angeheuert, sodass das Schiff viermal auf Grund lief und während der viertägigen Überfahrt häufig an den Seiten des Kanals entlangschrammte. Nach ihrer Ankunft wurde sie im Mai ausgemustert.
Die Iron Duke wurde zwei Monate später wieder in Dienst gestellt und als Wachschiff in Hull eingesetzt. Während der Sommerreise des Ersten Reservegeschwaders war sie am 1. September zusammen mit drei anderen Panzerschiffen auf dem Weg von Dublin nach Queenstown. Bei dichtem Nebel rammte das Schiff vor der Kish Bank in der Dubliner Bucht versehentlich die Vanguard. Dabei wurde ihr Bugspriet zerstört, aber ansonsten nur wenig beschädigt. Ihre Rammvorrichtung hatte jedoch ein Loch in die Seite der Vanguard gerissen, wodurch das wasserdichte Schott zwischen dem Maschinen- und dem Kesselraum der Vanguard beschädigt wurde, so dass beide Abteilungen geflutet wurden und die Besatzung ihre dampfgetriebenen Pumpen nicht mehr benutzen konnte. Das Schiff sank in etwas mehr als einer Stunde, nachdem die gesamte Besatzung es verlassen hatte. Nach der Kollision wurde die Iron Duke in Devonport überholt, wobei den wasserdichten Türen an Bord besondere Aufmerksamkeit geschenkt wurde. Am 20. November 1877 um 10:00 Uhr verließ die Iron Duke Plymouth zu einer Probefahrt. Als sie auslief, wurde festgestellt, dass das Hauptschleusenventil offen gelassen worden war und das Schiff zu sinken drohte. Die Besatzung schloss die wasserdichten Luken und besetzte die Pumpen. Es wurde der Befehl gegeben, das Notsignal abzufeuern, aber es stellte sich heraus, dass sich kein Pulver an Bord befand. Das Flaggensignal für „Ich sinke“ wurde gegeben, aber fünfzehn Minuten lang von niemandem bemerkt. Die Black Prince wiederholte das Signal an Mount Wise, von wo aus das Signal nach Plymouth weitergeleitet wurde. In der Zwischenzeit war es einem Besatzungsmitglied gelungen, das Ventil zu schließen. Er stand hüfttief im Wasser und wäre er ein paar Minuten später da gewesen, wäre ein Taucher erforderlich geworden. Nachdem das Ventil geschlossen war, konnten die Pumpen das Wasser entferne, und das Schiff war um 15:00 Uhr trocken. Die Iron Duke kehrte nach Plymouth zurück, der Versuch wurde abgebrochen. Später stellte sich heraus, dass es sich um vier Kondensatorventile mit unterschiedlichen Durchmessern handelte. Die Schwierigkeit, sie zu schließen, wurde durch eine zu große Steifigkeit der Federn verursacht. Dies wurde dadurch behoben, dass die Ventilgriffe während der Überholung verlängert wurden, um so eine größere Hebelwirkung zu erzielen. Es gab Berichte, dass die für die Umrüstung Verantwortlichen versuchten, die Ermittlungen der Admiralität zu diesem Vorfall zu behindern.
Nach dem Verlust der Vanguard ersetzte die Iron Duke diese als Wachschiff in Kingstown in der Grafschaft Dublin, wo sie deren Besatzung aufnahm. Im Juli 1877 wurde das Schiff für eine Überholung ausgemustert, die bis August 1878 dauerte. Am 4. August wurde die Iron Duke für den Einsatz in der China-Station wieder in Dienst gestellt. Auf ihrer Reise zog sie am 7. September nach zweitägiger Anstrengung den P&O-Dampfer Bengal von einem Riff im Roten Meer. Vizeadmiral Robert Coote hisste am 9. November seine Flagge an Bord der Iron Duke. Im Mai 1880 lief das Schiff selbst auf einer Sandbank im Huangpu-Fluss auf Grund und wurde nach fünf Tagen vom amerikanischen Kanonenboot Monocacy mit nur geringem Schaden befreit. Die Prinzen Arisugawa Taruhito und Arisugawa Takehito besuchten die Iron Duke am 22. Juli, als sie sich in Yokohama aufhielt. Einige Wochen später kam Arisugawa Takehito an Bord, um als Fähnrich zu dienen. Auf dem Weg zur Aniva-Bucht auf der Insel Sachalin stieß das Schiff am 30. Juli 1880 vor der Küste Hokkaidōs auf einen Felsen. Die Reparaturen erforderten einen Monat im Trockendock in Hongkong. Am 28. Januar 1881 holte Coote seine Flagge ein und wurde von Vizeadmiral George Willes, dem neuen Oberbefehlshaber der China-Station, abgelöst. Am 10. Oktober wurde das Schiff in Nagasaki (Japan) ins Trockendock verholt und lief am 26. Oktober nach Wusong in Shanghai (China) aus. Die Iron Duke kehrte im Januar 1883 in die Heimat zurück, wo sie für eine langwierige Überholung ausgemustert wurde.
Am 16. April 1885 wurde das Schiff Teil von Admiral Geoffrey Hornbys Particular Service Squadron, bis es sich im August dem Kanalgeschwader anschloss. Nachdem sich das Panzerschiff Sultan am 24. Dezember 1886 während eines Sturms in Lissabon aus der Verankerung gelöst und versehentlich den französischen Dampfer Ville de Victoria gerammt und versenkt hatte, entsandte die Besatzung der Iron Duke ein Boot, um nach Überlebenden zu suchen, wobei nicht bekannt ist, wie viele gerettet werden konnten. Im folgenden Jahr nahm die Iron Duke an der Flottenschau zum goldenen Thronjubiläum von Königin Victoria am 1. Juli 1887 in Spithead teil. 1890 wurde sie in die Reserve versetzt und 1900 zu einem Kohlenschiff umgebaut. Im April 1902 wurde das Schiff von der Flottenreserve in die Werftreserve in Portsmouth überführt und schließlich am 15. Mai 1906 an Galbraith in Glasgow zum Abwracken verkauft.

## Technik
Die Iron Duke hatte eine Länge zwischen den Loten von 85,30 m, eine Breite von 16,50 m und einen Tiefgang von 6,60 m vorn und 6,90 m achtern. Die Iron Duke verdrängte 6.131 t und hatten eine Vermessung von 3.774 bm. Die Besatzung bestand aus 450 Offizieren und Mannschaft.

### Antrieb
Die Iron Duke war mit zwei 2-Zylinder-Dampfmaschinen ausgestattet, die jeweils eine Welle antrieben und insgesamt 4.270 PS (3.141 kW) entwickelten, womit das Schiff eine Höchstgeschwindigkeit von 13,6 Knoten (24 km/h) erreichte. Der Dampf wurde von sechs rechteckigen Kesseln geliefert. Das Schiff konnte maximal 4,60 t Kohle mitführen. Die Besatzung des Schiffes bestand aus 450 Offizieren und Mannschaft.
Die Iron Duke war als 3-Mast-Vollschiff getakelt und hatte eine Segelfläche von 2.327,6 m². Um 1871 wurden sie zu Bark umgeriggt, deren Segelfläche auf 2.200 m² reduziert wurde. Um den Luftwiderstand zu verringern, war der Schornstein versenkbar. Allein unter Segel konnten sie 10 Knoten (19 km/h) erreichen.

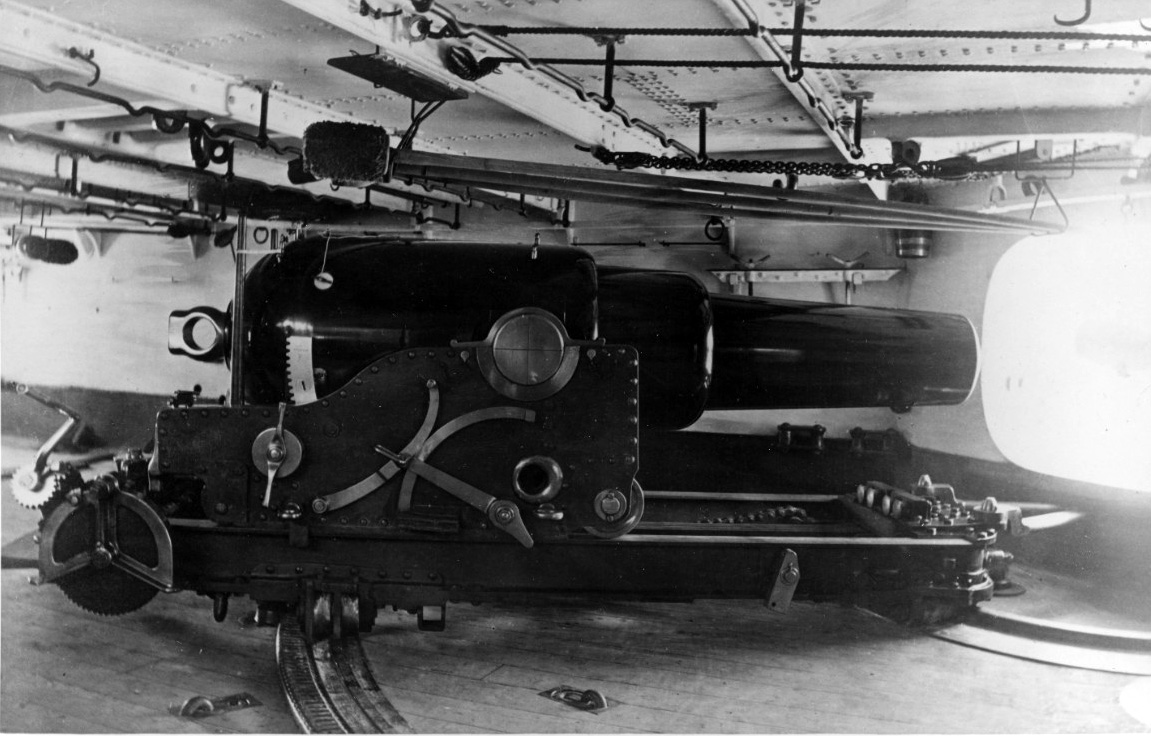
Eine Vorderladerkanone mit gezogenem Lauf an Bord der Iron Duke

### Bewaffnung
Die Hauptbewaffnung des Schiffs bestand aus zehn 229-mm-Vorderladerkanonen mit gezogenem Lauf. Sechs davon befanden sich auf dem Hauptdeck, drei auf jeder Breitseite, und die anderen vier auf dem Oberdeck zwei auf jeder Breitseite. Die Granate des 229-mm-Geschützes wog 115,2 kg, das Geschütz selbst 12 t. Es hatte eine Mündungsgeschwindigkeit von 430 m/s und war in der Lage, 287 mm Schmiedeeisenpanzerung zu durchschlagen. Außerdem war das Schiff mit vier 152-mm-Vorderladerkanonen als Jagdgeschütze ausgestattet, zwei im Bug und ein weiteres Paar im Heck. Zusätzlich waren sechs 95-mm-20-Pfünder-Hinterladerkanonen als Salutkanonen an Bord. 1878 erhielt das Schiff vier Torpedorohre mit 356 mm Durchmesser auf dem Hauptdeck. Mitte der 1880er-Jahre wurden die 152-mm-Kanone durch vier 127-mm-Hinterladerkanonen ersetzt.

### Panzerung
Der schmiedeeiserne Panzergürtel erstreckte über die gesamte Länge des Schiffs. Er war mittschiffs 203 mm dick und mit 203 bis 254 mm Teakholz unterlegt. Zu den Enden hin verjüngte er sich auf 152 mm. Er hatte eine Höhe von 1,5 m unter und 0,9 m über Wasser. Die Enden der Kastenbatterie auf dem Hauptdeck bildeten Querschotten vorne 127 mm und achtern 102 mm dick. Die Seiten und Schießscharten der oberen Batterie waren 152 mm dick, aber ihre Enden waren ungeschützt.